# Casal di Principe
Casal di Principe ist eine Stadt mit 21.497 Einwohnern (Stand 31. Dezember 2023) in der Provinz Caserta, Region Kampanien in Süditalien. Der Ort liegt rund 20 Kilometer nordwestlich des Stadtzentrums von Neapel und ist etwa 10 Kilometer von der Mittelmeerküste entfernt.

## Camorra
Überregionale Bekanntheit hat der Ort vor allem durch seine Verbindung zur Verbrecherorganisation Camorra erhalten. Der Autor Roberto Saviano schätzt, dass 44 Prozent der Einwohner von Casal di Principe eine Vorstrafe wegen Paragraf 416/2: „Bildung einer mafiösen Vereinigung“ haben. In seinem Bestseller Gomorrha – Reise in das Reich der Camorra widmet Saviano den Vorgängen in Casal di Principe und dem Prozess gegen Camorra-Boss Francesco Schiavone, genannt „Sandokan“, und anderen Clan-Chefs ein ganzes Kapitel. Casal di Principe sei das Machtzentrum der Camorra, die von dort aus hauptsächlich den Handel mit Zement und Kokain beherrsche.
Der in Casal di Principe geborene Priester Giuseppe Diana setzte sich gegen die Camorra und gegen die Omertà ein und engagierte sich in verschiedenen sozialen Projekten. Zu Weihnachten 1991 ließ er in sämtlichen Kirchen von Casal di Principe und Umgebung das von ihm verfasste Dokument Per amore del mio popolo non tacerò („Aus Liebe zu meinem Volk werde ich nicht schweigen“) verteilen, in dem er seinen Unmut über die gesetzlose Situation in Casal di Principe äußerte. Am 19. März 1994, seinem Namenstag, wurde er in der Sakristei seiner Kirche in Casal di Principe von der Camorra ermordet.

## Söhne und Töchter der Stadt
- Angelo Scalzone (1931–1987), Sportschütze
- Francesco Schiavone (* 1953), Mafioso
- Mario Caterino (* 1954), Mafioso
- Nicola Cosentino (* 1959), Politiker